# 1671 Chaika
1671 Chaika è un asteroide della fascia principale. Scoperto nel 1934, presenta un'orbita caratterizzata da un semiasse maggiore pari a 2,5863693 UA e da un'eccentricità di 0,2590492, inclinata di 3,95910° rispetto all'eclittica.
L'asteroide è dedicato alla cosmonauta sovietica Valentina Tereškova, prima donna nello spazio, mutuando il soprannome Čajka (gabbiano in italiano) che si era scelta per i collegamenti radio.